# Celestino Fernández-Villar
Celestino Fernández-Villar Alonso O.S.A. (Tudela de Agüeria, Asturias, 2 de abril de 1838 - Manila, 29 de abril de 1907) fue un religioso y botánico español. 

## Biografía
En 1859, como agustino viaja a Filipinas, y de 1859 a 1861 completa su formación religiosa en Manila; de 1862 a 1865 es cura del pueblo de Barotac Nuevo, en Panay, retornando a Manila para completar durante dos años sus estudios religiosos, luego se instala en Jari, Leyte, donde permanecerá hasta 1877. Realiza investigaciones de naturaleza religiosa en N. Luzon (1879), en España y en Roma, en 1885, China en 1887, Australia en 1889. Para ese año es electo Prior del Convento de Guadelupe; y hacia 1895 es afectado por la ceguera.

## Colecciones
Con Andrés Náves reúnen una colección de la flora de Filipinas, que se preservaba en el Convento de Guadelupe cerca de Manila, pero que se incendió en 1899, no quedando especímenes tipo, y posiblemente existan duplicados.

## Publicaciones
Junto con su colega Náves tienen a su cuidado la 3ª edición de la obra de Blanco: ‘Flora de Filippinas’, a la que le añaden una enumeración (de 1880 a 1883) de todas las plantas filipinas conocidas.

## Honores
- Vaccinium villarii S.Vidal 1886 se nombra en su honor.
- La abreviatura «Fern.-Vill.» se emplea para indicar a Celestino Fernández-Villar como autoridad en la descripción y clasificación científica de los vegetales.[1]

## Fuente
- E.D. Merrill en Bull. Bur. Agr. Manila 4, 1903, p. 13-14; cf. l.c. p. 14-17; Backer, Verkl. Woordenb., 1936 (sub villarii)